# Croquis

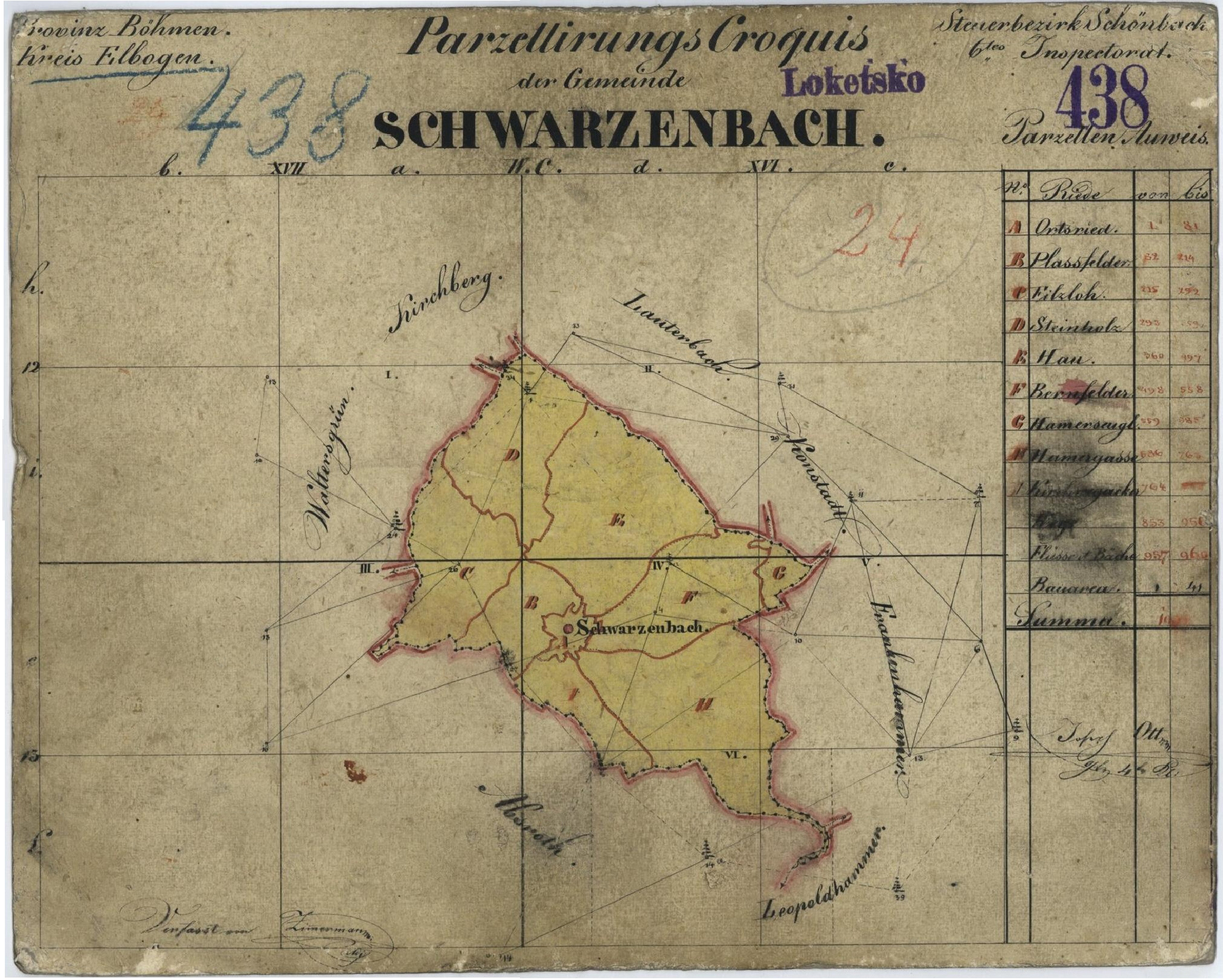
Parzellirungs Croquis der alten Gemeinde Schwarzenbach aus dem Franziszeischen Kataster (1842)

Unter einem Croquis [kʁɔˈki] versteht man generell eine Entwurfszeichnung oder -malerei (siehe auch Skizze). Anwendung findet der Begriff in der Kunst und in der Kartographie. In der bergmännischen Vermessung wird der Begriff hauptsächlich für eine grobe zeichnerische Darstellung von Grubenfeldern verwendet.

## Schweiz
Mit der schweizerischen Form Kroki wird eine Geländeskizze bezeichnet. Dieser Ausdruck ist besonders bei Pfadfindern, in der Jubla und in der Schweizer Armee gebräuchlich. Ein Kroki ist eine kartenähnliche Freihandzeichnung. Dabei wird nur das Wesentliche festgehalten. Man unterscheidet:
- Plankroki: Eine Karte oder ein Gelände wird im Grundriss skizziert.
- Wegkroki: eine Marschroute als eine gerade Linie
- Kompasskroki: eine Marschroute mit Angabe des (Kompass-)Kurses
- Ansichtskroki: eine Darstellung eines Geländeabschnittes

In der Schweizer Armee wird in der Regel die Rückseite des sogenannten «Formulars 6.5» (auch «Sechseinhalber» oder neu «Form 6.005», ein häufig gebrauchtes Formular für armeeinterne Mitteilungen und Beschwerden) verwendet.

## Österreich
Im österreichischen Parlamentarismus versteht man unter Croquis ein vorbereitetes Manuskript zur korrekten Durchführung parlamentarischer Verhandlungen und Abstimmungen.
Darüber hinaus bezeichnet das Croquis die Stellungnahme des Generalprokurators (Staatsanwalt beim obersten Gerichtshof) beim Gerichtstag des obersten Gerichtshofes im Verfahren wegen einer Nichtigkeitsbeschwerde.

## Deutschland
In der vermessungstechnischen Literatur wird Kroki ebenfalls im Sinne einer (Frei-)Handzeichnung verstanden, siehe Bartels u. a., S. 16.